# Juan Ruiz Olazarán
Juan Ruiz Olazarán (Santander, España, 3 de febrero de 1901 - Ciudad de México, 31 de marzo de 1996) fue un político español, presidente de la Diputación Provincial de Santander durante el transcurso de la guerra civil española como miembro del PSOE integrado en la coalición del Frente Popular entre el 17 de agosto de 1936 y finales del mismo mes de 1937. También presidió el Consejo Interprovincial de Santander, Palencia y Burgos entre febrero y agosto de 1937.

## Biografía
Juan Ruiz Olazarán nació en Santander en el seno de una familia de 11 hijos. Camarero de profesión, fue un miembro destacado del Partido Socialista Obrero Español en Cantabria.
Del 17 de agosto de 1936 hasta el 1 de febrero de 1937 presidió la Diputación Provincial de Santander. El día 8 de febrero se levantó acta de constitución del Consejo Interprovincial de Santander, Palencia y Burgos, verdadero órgano de autogobierno regional que presidió él mismo. Al constituirse el Consejo, quedó disuelta la Comisión Gestora Provincial, asumiendo este las competencias de la Diputación Provincial. Tras la caída de Bilbao y su Cinturón de Hierro, en junio de 1937, forma parte de la Junta Delegada del Norte con sede en Santander. Cuando cae Santander en manos de las tropas italianas y el Consejo queda disuelto, se traslada a Gijón y luego a Burdeos (Francia). Desde allí pasa a Valencia. Es nombrado director general de la Administración Local y después director general de Seguridad, del que dimite por discrepancias con Negrín. Al concluir la guerra civil, marcha a Francia, siendo internado en el campo de concentración de Argeles. Cuatro meses después escapó para poder reunirse en Burdeos con su esposa y familiares.
En junio de 1939, asumió el cargo de jefe del SERE en Perpiñán de ayuda a los refugiados y recluidos en campos de concentración. El 5 de septiembre es clausurado por la policía en el domicilio social de la SERE con el pretexto de la organización de actividades comunistas y Olazarán es encarcelado e incomunicado. El diputado socialista de la región gestionó su salida de la cárcel. En Saint-Nazaire embarcó a Santo Domingo en el France a donde llegó el 12 de diciembre de 1939. Después de cuatro meses marchó a Cuba y posteriormente, en 1940, a México.
En México presidió la Junta de Auxilio a los Republicanos Españoles (JARE), para atender a los exiliados, la Agrupación Socialista entre 1946 y 1951, fue miembro de UGT y fundó la "benéfica Hispana", una Mutua de inspiración socialista. Profesionalmente se dedicó al mundo editorial, siendo fundador de la empresa Offset Hispano S.A., y creando en 1954 la Asociación de Industriales Litógrafos y que, años más tarde, dio lugar a la Unión de Industriales Litógrafos de México. Por ello acudió en 1963 a la Confederación de la Organización Internacional del Trabajo en representación de los empresarios mexicanos. Fue director, también de la revista Transformación, órgano de expresión de la sociedad.
Como Presidente de la UILMAC (Por sus siglas) se iniciaron actividades de integración y de capacitación para la industria gráfica de México. Se unieron en una Asociación todos los gremios gráficos impresores, sindicatos, proveedores y cámaras empresariales quienes lograron mejorar las condiciones de los trabajadores, precios y calidad de los impresos. En 1970 se fundó el Centro de Capacitación Litográfica que lleva su nombre y fue Presidente hasta 1970.
Regresó en varias ocasiones a España desde 1977, pero enraizado a través de sus hijos en México, murió allí el 23 de marzo de 1999.